# اپل مپس
اپل مپس یا نقشه اپل (انگلیسی: Apple Maps) یک سرویس نقشه‌برداری وب توسعه یافته توسط شرکت اپل است. این سرویس به‌طور پیش فرض بر روی آی‌اواس، مک اواس و واچ اواس در دسترس است. اپل مپس اطلاعاتی از قبیل جهت و زمان تخمینی رسیدن به مقصد برای خودرو، عابر پیاده و ناوبری حمل و نقل عمومی را برای کاربر فراهم می‌کند. همچنین اپل مپس دارای یک نمای منحصر به فرد به نام نمای بالا (Flyovers mode) است که کاربر را قادر می‌سازد تا در یک نمای سه‌بعدی (3D) از بالا در مکان‌های مختلف به کاوش بپردازد که در این نما می‌توان ساختمانها و سازهها را تماشا کرد.
در ۱۹ سپتامبر سال ۲۰۱۲ اپل خدمات نقشه‌برداری خود را در آی‌اواس منتشر کرد تا جایگزین گوگل مپس شود که تا پیش از این به عنوان خدمات نقشه‌برداری پیش‌فرض روی سیستم‌عاملهای اپل بود.

## روستای شباندر
- وبگاه رسمی